# Kabinett Lubys
Das Kabinett Lubys war die fünfte litauische Regierung seit 1990. Sie wurde nach der Parlamentswahl in Litauen 1992 gebildet. Die Regierungspartei war LDDP. Bronislovas Lubys (1938–2011) wurde vom Präsidenten Dezember 1992 bestätigt. Die Vereidigung fand danach im Seimas statt.

## Zusammensetzung
| Position                       | Person                   | Lebensdaten | Lebensdaten | Partei | Zeit | Zeit |
| Position                       | Person                   | von         | bis         | Partei | von  | bis  |
| ------------------------------ | ------------------------ | ----------- | ----------- | ------ | ---- | ---- |
| Premier                        | Bronislovas Lubys        | * 1938      | † 2011      |        | 1992 | 1993 |
| Finanzen                       | Eduardas Vilkelis        | * 1953      | † 2023      |        | 1992 | 1993 |
| Wirtschaft                     | Julius Veselka           | * 1943      | † 2012      |        | 1992 | 1993 |
| Verkehr                        | Jonas Biržiškis          | * 1932      |             |        | 1992 | 1993 |
| Energie                        | Leonas Vaidotas Ašmantas | * 1939      |             |        | 1992 | 1993 |
| Kultur und Bildung             | Dainius Trinkūnas        | * 1931      | † 1996      |        | 1992 | 1993 |
| Verteidigung                   | Audrius Butkevičius      | * 1960      |             |        | 1992 | 1993 |
| Sozialschutz                   | Teodoras Medaiskis       | * 1951      |             |        | 1992 | 1993 |
| Landwirtschaft                 | Rimantas Karazija        | * 1936      | † 2012      |        | 1992 | 1993 |
| Waldwirtschaft                 | Jonas Rimas Klimas       | * 1939      |             |        | 1992 | 1993 |
| Innen                          | Romasis Vaitiekūnas      | * 19        |             |        | 1992 | 1993 |
| Äußeres                        | Povilas Gylys            | * 1948      |             |        | 1992 | 1993 |
| Justiz                         | Jonas Prapiestis         | * 1952      |             |        | 1992 | 1993 |
| Kommunikationen und Informatik | Gintautas Žintelis       | * 1943      |             |        | 1992 | 1993 |
| Bau und Urbanistik             | Algirdas Vapšys          | * 1933      | † 2021      |        | 1992 | 1993 |
| Industrie und Handel           | Albertas Sinevičius      | * 1943      |             |        | 1992 | 1993 |
| Gesundheitsschutz              | Vytautas Kriauza         | * 1955      |             |        | 1992 | 1993 |